# Pablo González (Fußballspieler, 1995)
Pablo González, vollständiger Name Pablo Agustín González Ferrón, (* 3. Juli 1995 in Rivera) ist ein uruguayischer Fußballspieler.

## Karriere
Der 1,74 Meter große Mittelfeldakteur González gehörte von 2010 bis 2011 Peñarol de Rivera an. 2011 wechselte er zum Profiklub River Plate Montevideo. Dort debütierte er am 6. Februar 2016 in der Primera División, als er von Trainer Juan Ramón Carrasco am 1. Spieltag der Clausura beim 1:1-Unentschieden im Auswärtsspiel gegen Centro Atlético Fénix in die Startelf beordert wurde. Insgesamt bestritt er in der Spielzeit 2015/16 vier Erstligapartien (kein Tor) und drei Begegnungen (kein Tor) in der Copa Libertadores 2016. Ende Juli 2016 wurde er an Villa Española ausgeliehen. Während der Saison 2016 kam er sechsmal (kein Tor) in der Liga zum Einsatz. Im Januar 2017 verpflichtete ihn sodann der Erstligist Juventud auf Leihbasis.